# فرودگاه چیتا نرتوست
فرودگاه چیتا نرتوست (به انگلیسی: Chita Northwest) یک فرودگاه نظامی است که یک باند فرود بتن دارد و طول باند آن ۲۵۰۰ متر است. این فرودگاه در کشور روسیه قرار دارد و در ارتفاع ۶۷۷ متری از سطح دریا واقع شده‌است.